# Walter Fähndrich (Komponist)
Walter Fähndrich (* 1. April 1944 in Menzingen) ist ein Schweizer Komponist, Bratschist und Improvisator.

## Leben
Walter Fähndrich studierte 1965–1971 Viola und Theorie am Konservatorium Luzern. Zunächst  war er als Theorie-, Violin- und Violalehrer, Schulmusiker sowie als Bratschist im Barockensemble Luzern tätig. Daneben begann er 1972 mit Kompositionen von Musik zu Hörspiel, Schauspiel, Ballett und Film. 1973 gab er erstmals Konzerte mit improvisierter Kammermusik.
Er entwickelte in dieser Zeit auch die Idee zu Musikinstallationen, die ab 1980 unter dem Titel Musik für Räume «zum Programm» wurden. 1983–1992 war er Vorstandsmitglied des Instituts für Neue Musik und Musikerziehung Darmstadt. 1985 entstand als Ballettmusik Viola I, die eine Reihe von Solostücken für Viola einleitete. 1985–2010 war er Dozent an der Hochschule für Musik der Musik-Akademie der Stadt Basel für Improvisation und baute dort ab 2003 einen eigenen Master-Studiengang «Improvisierte Kammermusik» auf.
1990 erregte die Musikinstallation Klang Bewegung Raum in den Herrenhäusern Gärten Hannover internationale Aufmerksamkeit. 1990–2005 initiierte und leitete er die dreijährlich stattfindenden Internationalen Tagungen für Improvisation in Luzern und gab die damit verbundene Buchreihe Improvisation heraus. Im Rahmen des Programms «Weimar Kulturhauptstadt Europas» entstand 1999 eine weitere vielbeachtete Folge der Musik für Räume.
Als Musiker gehörte er 1985–2005 zum Trio Adesso und gründete 2013 das Quartett Âme sèche.

## Musik
Fähndrichs Hauptdomänen sind Musikinstallationen, Solostücke für Viola und Improvisation. Bei den Solostücken für Viola handelt es sich um nichtnotierte Kompositionen, ihre Bausteine sind oft «ausserordentlich schnell gespielte, repetitive Tonmuster, die schwirrende Klangflächen und dichte Polyphonien bilden». Vier davon spielte Fähndrich selbst auf CD ein.
Seine über 50 Musikinstallationen mit ihren «ungewohnten Kombinationen von Orten und Klängen» sind sein «bedeutendster Beitrag zur Kunst des zwanzigsten Jahrhunderts»: Es sind dies vorzugsweise «historische Räume (Kirchen, Gewölbekeller), deren Raumverhältnisse (Grundrisse) oft als Vorlage für die Proportionen der Klangstrukturen dienen» oder «Naturorte», wo Distanzen und «meteorologische Einflüsse (Windrichtung, Luftfeuchtigkeit) eine Rolle» spielen. Die Zuspielungen setzen sich aus elektronischen, instrumentalen und vokalen Klängen zusammen. Für die Hörer ergibt sich ein «eigenes, ganz persönliches Raum-Klang-Erlebnis, abhängig vom Zeitpunkt des Eintretens, vom gewählten Standort und vom Wechsel der Standorte», und damit «eine neue und eigentümliche Auffassung von Musik als Raumkunst».

## Werke

### Kompositionen (Auswahl)
- Eine Viertelstunde A. Musik für Räume (Luzern, 1980)
- Eine Viertelstunde B. Musik für Räume (Melchsee-Frutt, 1983)
- Viola I (1985)
- Doce horas. Musik für Räume (Lanzarote, 1986)
- Viola II, III und IV (1986)
- Viola V (1988)
- Viola VI (1989)
- Klang Bewegung Raum. Musik für Räume (Hannover, 1990)
- Viola VII (1993)
- Park an der Ilm / Schlosshof / Sowjetischer Ehrenfriedhof. Musik für Räume (Weimar, 1999)
- Musik für Aargauer Schlösser. Musik für Räume (2001)
- Viola VIII (2002)
- Tramonto. Musik für Räume (Zug, 2008)

### Schriften (Auswahl)
- Musik für Räume. In: Thüring Bräm (Hrsg.): Musik und Raum. Zum 50-jährigen Bestehen der «Kammerkunst Basel». GS-Verlag, Basel 1986, S. 95–98.
- Einige Gedanken zur freien musikalischen Improvisation. In: Diether de la Motte (Hrsg.): Neue Musik – Quo vadis? 17 Perspektiven. Schott, Mainz 1988, S. 98–101.
- A Music of Silence. In: René van Peer (Hrsg.): Interviews with sound artists taking part in the festival ECHO. The Images of Sound II. Het Apollohuis, Eindhoven 1993, S. 111–120.
- Ein paar lockere, nichtsdestotrotz grundsätzliche Gedanken zur (musikalischen) Improvisation. In: Dissonanz. Nr. 79, 2003. Koprint, S. 36–37 (Reprint in: Improvisation V. Herausgegeben von Walter Fähndrich. Amadeus, Winterthur 2003, S. 204–207).
- Die Frage der Fehler in der freien Improvisation. In: Claudia Bullerjahn u. a. (Hrsg.): Musik: gehört, gesehen und erlebt. Festschrift Klaus-Ernst Behne zum 65. Geburtstag. Hochschule für Musik und Theater, Hannover 2005, ISBN 978-3-936000-88-7, S. 277–292.
- Zur Frage des Klischees in der freien Improvisation. In: Dieter A. Nanz (Hrsg.): Aspekte der freien Improvisation in der Musik. Wolke, Hofheim 2011, S. 70–77.
- Warum improvisieren wir? In: Stefanie Stallschus, Bernd Ternes (Hrsg.): Bild, Kunst, Medien. Resonanzen auf das Denken von Hans Ulrich Reck. Herbert von Halem Verlag, Köln 2018, ISBN 978-3-86962-412-9, S. 69–74.
- Musik und Raum. Über die räumlichen Aspekte der Musik. In: Garten und Musik. Harmonien, Kontraste, Herausforderungen. Herausgegeben von der Deutschen Gesellschaft für Gartenkunst und Landschaftskultur (DGGL) e. V. Verlag Georg, München 2020, ISBN 978-3-8309-9566-1, S. 96–101.

Die Dokumentationsmaterialien zu seinem Schaffen kamen 2019 in die Vera Oeri-Bibliothek der Musik-Akademie der Stadt Basel.